# Wanda Rewska Colacino
Wanda Rewska Colacino (Varsavia, 8 aprile 1907 – Venezia, 17 febbraio 1986) è stata un'artista polacca.

## Biografia
Figlia di un magistrato di alto rango del tribunale civile e penale di Varsavia, si è formata presso l'Accademia di Belle Arti di Varsavia e perfezionata presso l'Accademia Julian a Parigi con il prof. “Prix de Rome” Ferdinand Sabatté 1925-1932.
Aveva un fratello Zbigniew Rewski, uno storico dell'arte che ha vissuto a Varsavia anche durante le vicende travagliate della loro patria. La famiglia era di origine nobile, caduta in disgrazia per gli avvenimenti politici di quel periodo storico.
Wanda Rewska ha sposato il giornalista free-lance Clemente Colacino, di origine calabrese ed aveva una ventina di anni più di lei, conosciuto durante gli anni vissuti a Parigi. Il Dr. Colacino era redattore e giornalista free-lance per un giornale cattolico a Venezia e quindi si trasferirono a Venezia alla fine degli anni trenta. La coppia è rimasta senza figli e Clemente muore nel 1970, in Polonia, durante un loro soggiorno in patria ed è stato sepolto a Piaseczno vicino a Varsavia.
Wanda Rewska, sola e praticamente in miseria, rimase nel suggestivo appartamento in affitto, in corte Correggio Cannaregio 2211, a ridosso di Ca' Corner della Regina sul Canal Grande, meta per molti anni della piccola comunità di polacchi, che si incontravano per scambiarsi le rare notizie che avevano sulla loro amata patria. In questo appartamento, un angolo della "vecchia" Polonia, lei dipingeva, viveva, sconosciuta da tutti, quasi al limite della miseria, ma sempre con una particolare cura e attenzione ad ogni dettaglio.
Nel 1970, appena divenuta vedova, caduta in miseria e spaventata, stringe amicizia con la signora Gisela König Cevales, una tedesca che viveva a Venezia dal 1963 e con il suo aiuto riesce ad organizzare ed allestire alcune mostre nella Galleria S. Angelo a Venezia.
Wanda Rewska Colacino muore il 17 febbraio 1986 e viene sepolta nel cimitero di San Michele a Venezia.

## Commenti critici
Paolo Rizzi, critico d'arte, curatore della sua prima mostra dei suoi quadri nel 1972 dice:
" ... la pittrice polacca, veneziana d'elezione, dopo pazienti sollecitazioni, si è decisa ad uscire dal suo guscio e presentarsi al suo pubblico, con grande trepidazione. La padronanza della tecnica si sposa ad un'intuizione dell'atmosfera, da richiamare i maggiori artisti del passato, fino addirittura a Francesco Guardi, con cui un'affinità sicuramente esiste, almeno nella mobilità sfuggente delle “macchie” di colore. Naturalmente la pittrice non rinuncia alle sue origini: a Varsavia la lezione prima che aveva appreso era quello dell'impressionismo francese, sia pur mutuato attraverso una sensibilità più forte, con accenti di un acceso decorativismo mitteleuropeo. È la qualità del timbro cromatico che la distacca dai francesi, e ancor di più dai veneziani. L'esempio più evidente è quello dei fiori, che hanno tinte squillanti, in contrappunto abile dei fondi smorzati secondo un gusto che risale ad una matrice indubbiamente etnica.. La “maniera” cede il posto all'essenza di una pittura pura impostata come un canto aperto, ricco di risonanze folcloristiche.
Insomma, quello di Wanda Rewska Colacino è un mondo pittorico tutto peculiare, con pochi addentellati con il gusto locale, salvo forse per un luminismo sfatto e fermentante degli acquerelli. Eppure con tutta la sua sensibilità di fondo romantico (e quindi nordico), la pittrice resta veneziana fino al midollo, non solo perché qui ha posto da decenni le sue radici, ma perché ha capito e saputo interpretare uno spirito che aleggia nell'aria, inafferrabile eppure sempre presente, come un dolce assillo."

## La produzione artistica
Le sue opere spaziano da acquerelli, a pastelli, a studi di grafica e bozzetti pubblicitari, a dipinti a olio (nature morte, fiori, ritratti, vedute di esterni ed interni), icone su vetro di chiara matrice russo ortodossa, dimostrando la sua maestria nelle varie tecniche pittoriche.
Alcuni acquerelli di Wanda Rewska Colacino, esemplificativi della sua arte sono conservati nel Museo di Arte Moderna e Contemporanea Ca 'Pesaro, e sono stati donati al museo nel 1987.